# Johannes Benk

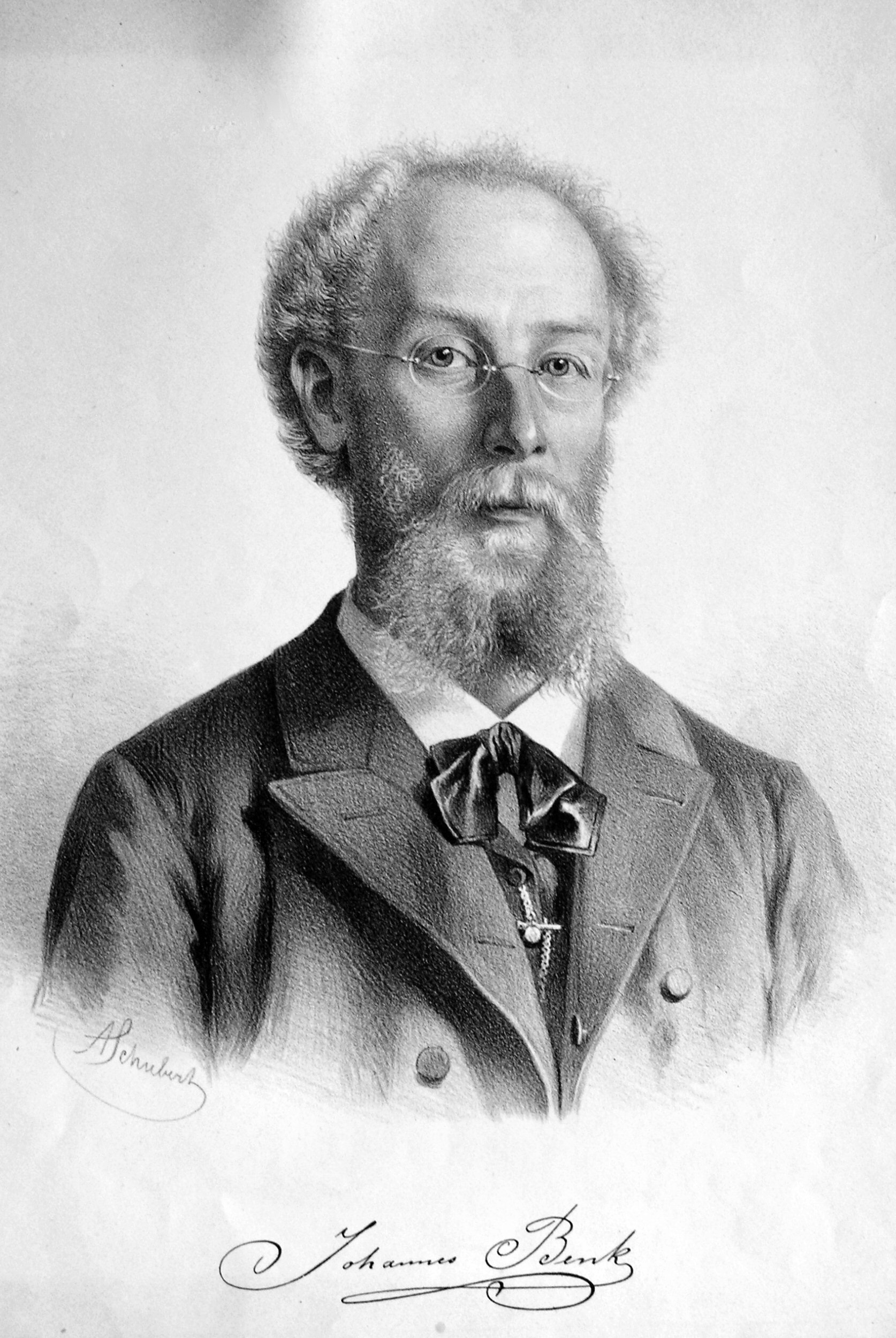
Johannes Benk, Lithographie von Schubert um 1870

Johannes Benk (* 27. Juli 1844 in Wien; † 12. März 1914 ebenda) war ein österreichischer Bildhauer.

## Leben
Schon der Vater Benks, Johann Benk (1814–1895), war ein im ornamentalen Fach verdienstlicher Bildhauer und Steinmetz. Der in Osijek (Essek) geborene Ungar absolvierte in Wien seine Ausbildung an der Akademie der bildenden Künste. Für sein Atelier auf der Laimgrube Nr. 100, Adresse später ident mit Kanal-Gasse 1 (Joanelligasse 1) bzw. Magdalenen-Straße 54 (Linke Wienzeile 54), Wien-Mariahilf, bewarb er in den 1840er Jahren insbesondere seine Grabdenkmale.
Johannes Benk selbst besuchte zuerst die Unterrealschule und erlernte anschließend unter Franz Bauer in Wien und in Dresden bei Ernst Hähnel die Kunst. Er bewies seine künstlerische Begabung bei mehreren Konkurrenzen in der Monumentalplastik, z. B. in seinen Entwürfen zum Denkmal des Flottenkommandanten Tegetthoff, des Tondichters Beethoven und der Kaiserin Maria Theresia, worin er ein richtiges Verständnis für malerische Wirkung und architektonische Verhältnisse zeigte. Schon während des Studiums erhielt er einige Preise wie 1862 den Gundel-Preis oder 1868 den Reichel-Preis.
Mit einem Stipendium ging er 1870–1871 nach Rom und Florenz. Nach seiner Rückkehr 1872 eröffnete er sein eigenes Atelier im seit 1854 seinem Vater gehörenden Haus Zum Spitz, Schottenfeld Nr. 8 (später: Kaiserstraße 11, Wien-Neubau). Er zählte bald zu den beliebtesten Bildhauern; so wurde er von Karl Freiherrn von Hasenauer sehr geschätzt und unterstützt.

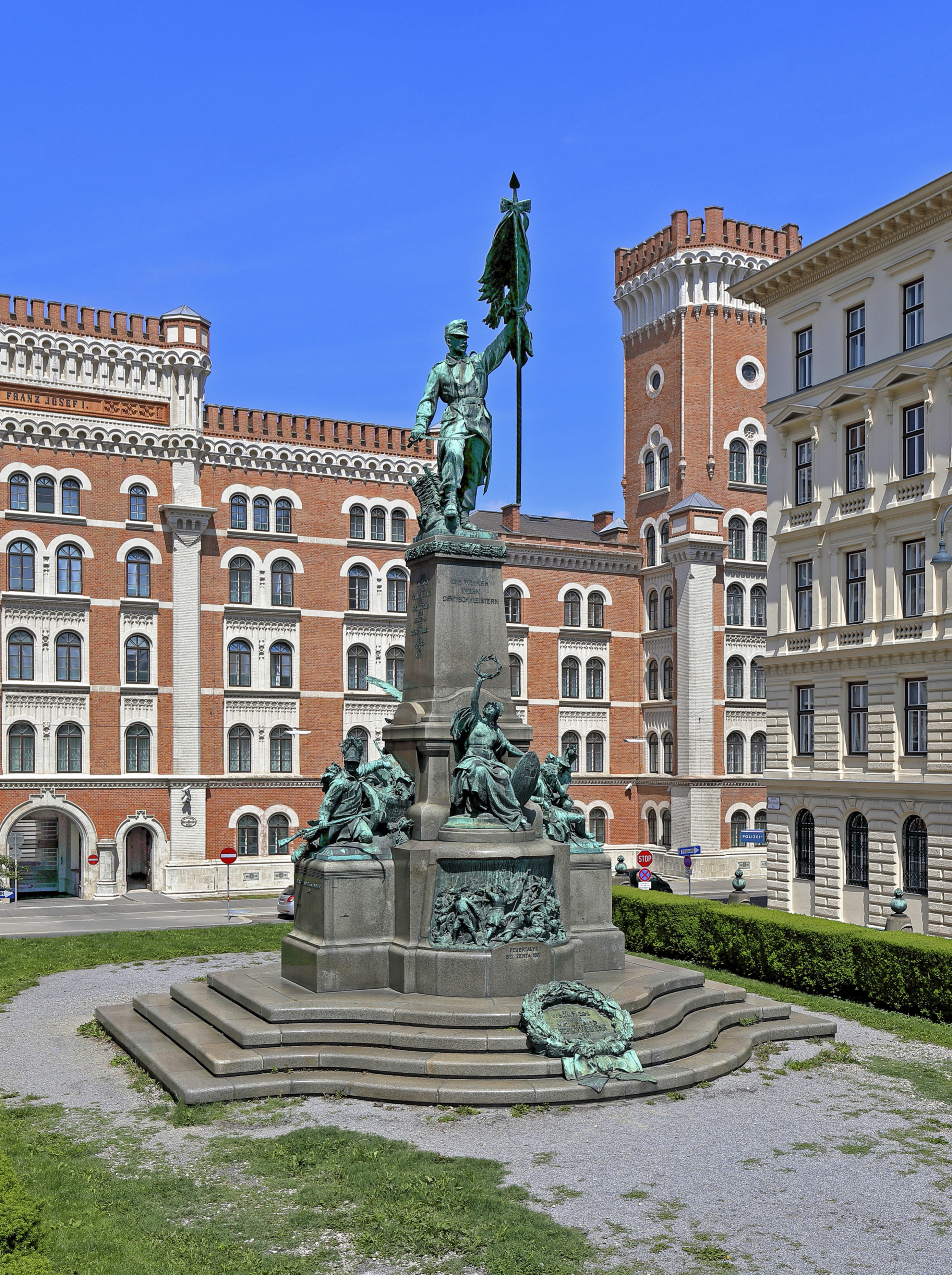
Sein Hauptwerk, das Deutschmeister-Denkmal

 in seinen dekorativen Statuen (mehrere für die Wiener Votivkirche) herrschen ein stilvolles Maß und eine den Anforderungen der Gotik angemessene plastische Ruhe und in seinen kleineren, zum Teil der Antike entlehnten Gruppen eine liebenswürdige, zuweilen weichliche Grazie, z. B. in der reizenden Gruppe Amor und Psyche, in der Madonna mit Jesus und Johannes und in der Flucht nach Ägypten, die eine überaus wohltuende, harmonische Ruhe zeigt. Für das Stiegenhaus des k.k.-Hofwaffenmuseums (heute: Heeresgeschichtliches Museum) im Wiener Arsenal schuf er eine herrliche kolossale Gruppe der Austria zwischen der geistigen und materiellen Kultur. Sein spätes Hauptwerk ist das Deutschmeister-Denkmal an der Wiener Ringstraße.
Ab 1872 war Benk Mitglied der Gesellschaft der bildenden Künstler Wiens, ab 1887 Mitglied der Pensionsgesellschaft bildender Künstler in Wien, 1899–1903 Präsident des Clubs bildender Künstler Alte Welt. 1887 wurde er Ritter des Franz Joseph-Ordens, 1888 erhielt er den Orden der Eisernen Krone III. Klasse.
Nach dem Tod von Benk sen. wurde der Sohn 1896 Eigentümer des Hauses Zum Spitz, Kaiserstraße 11. 1903 wurde im Rahmen des Vorhabens zur westlichen Verlängerung der Apollogasse und somit zukünftig besseren Erschließung des Erzherzogin-Sophien-Spitals die Demolierung des Hauses gegen 100.000 Kronen vereinbart.
Kolossalstatuen von Johannes Benk

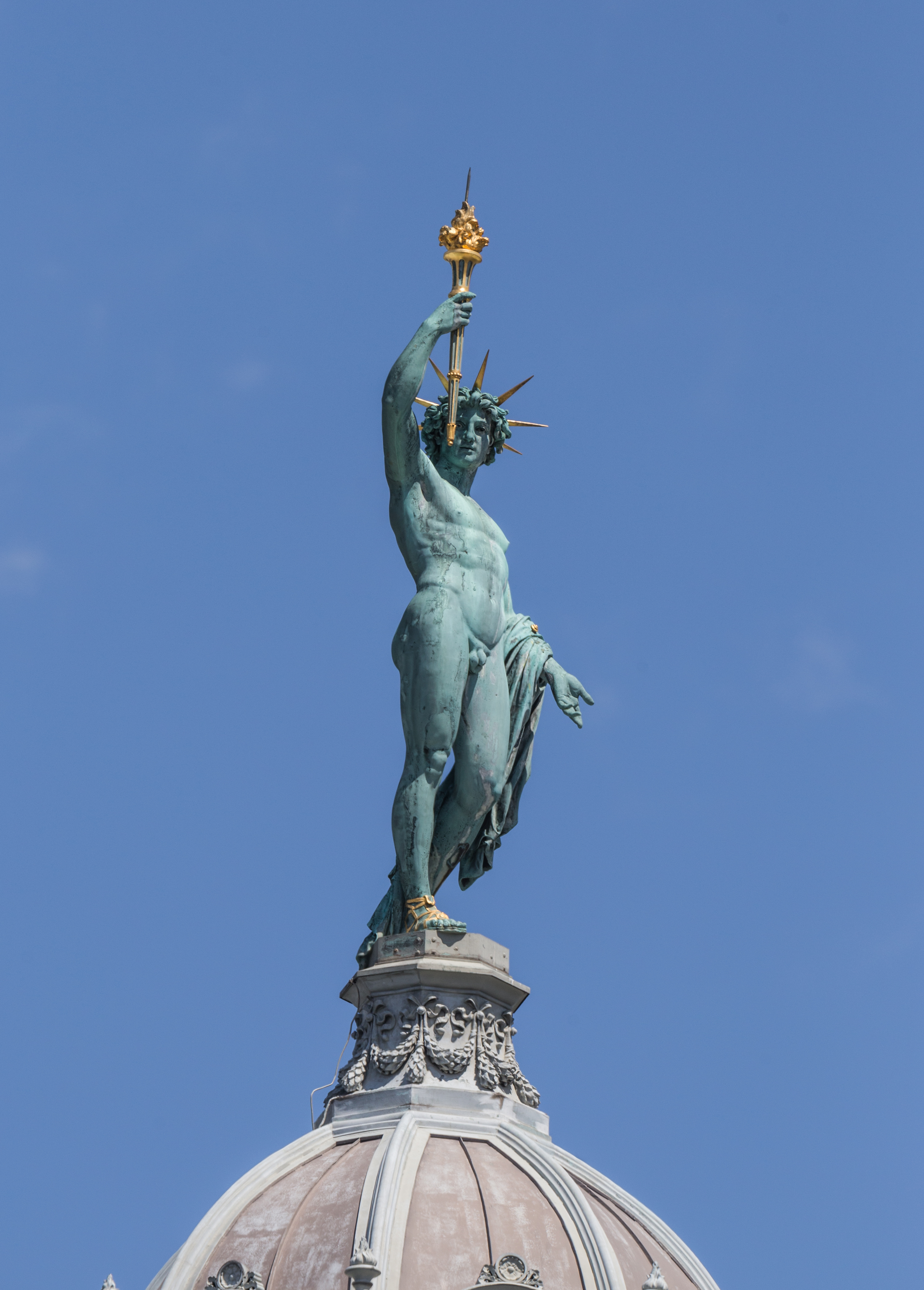
Helios, Naturhistorisches Museum Wien (Höhe 3,40 m)
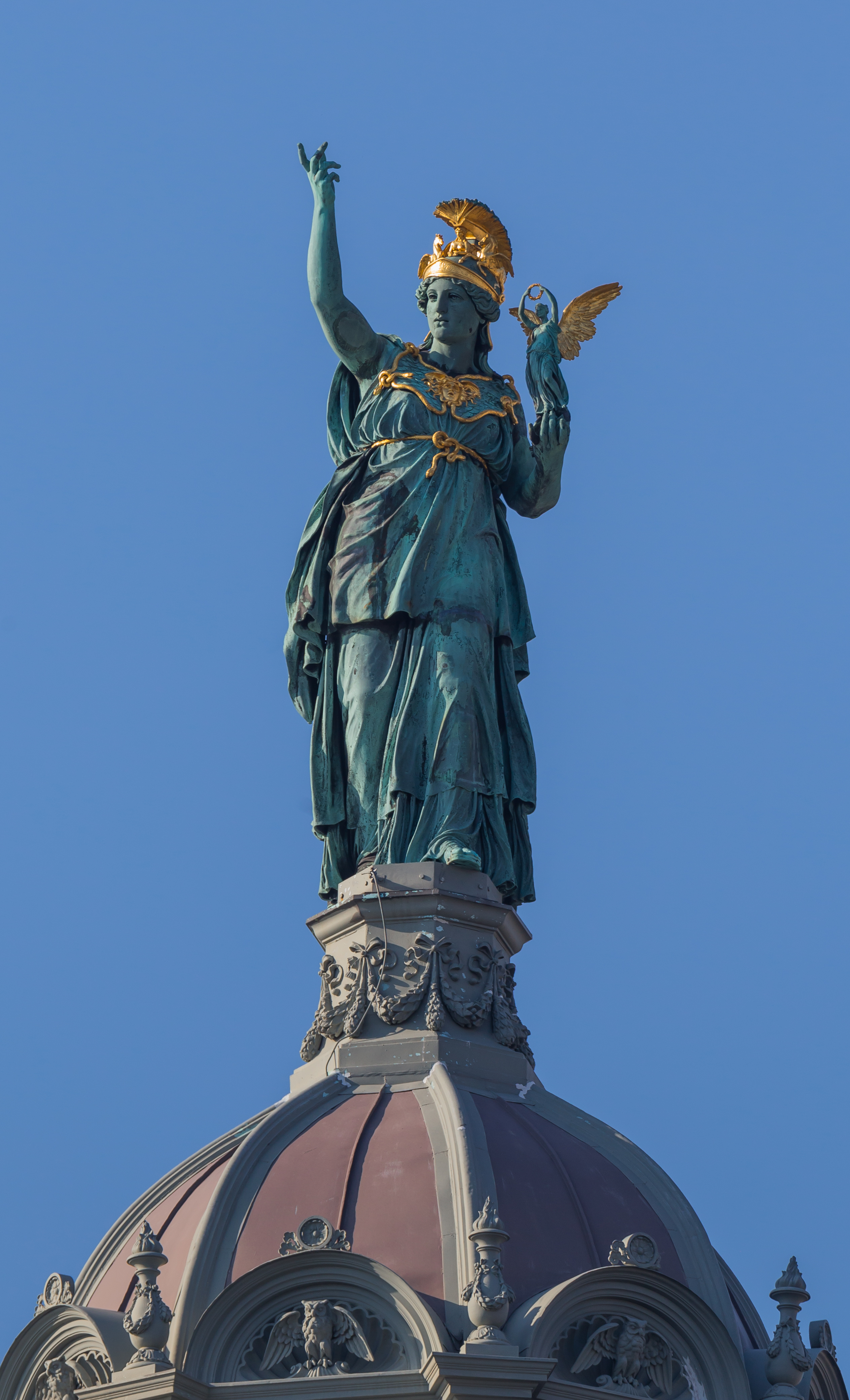
Athena, Kunsthistorisches Museum Wien (Höhe 3,40 m)
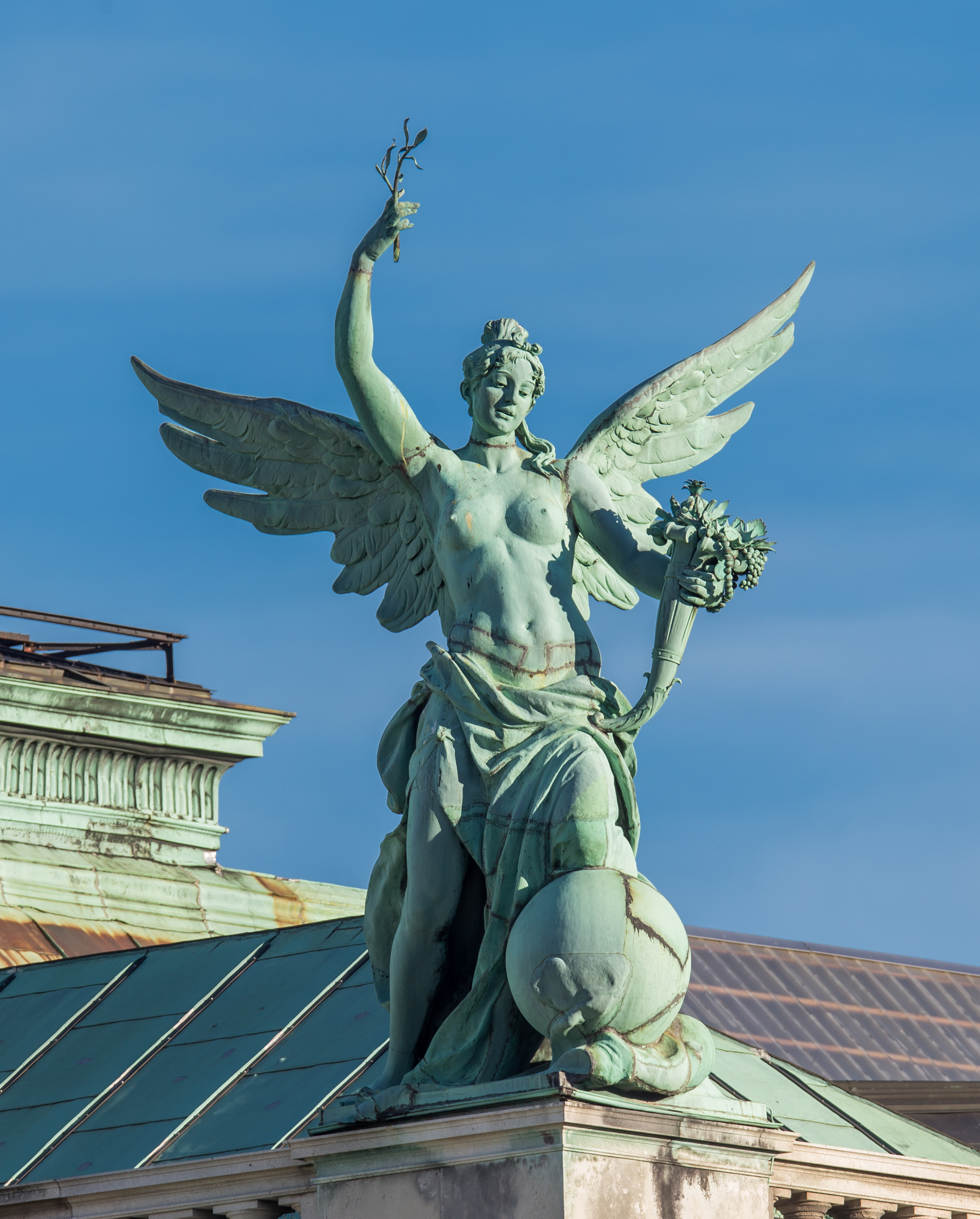
Fortuna auf der Neuen Burg, Wien

Sein Ehrengrab befindet sich auf dem Wiener Zentralfriedhof (Gruppe 14 A, Nummer 45).
1924 benannte man in Wien-Hietzing, wo der Bildhauer in seiner 1894 bezogenen (und nicht mehr bestehenden) Villa Kirchmeyergasse 5 (heute: ON 5–7, Haus A/D) verstarb, die Benkgasse.

## Werke (Auszug)

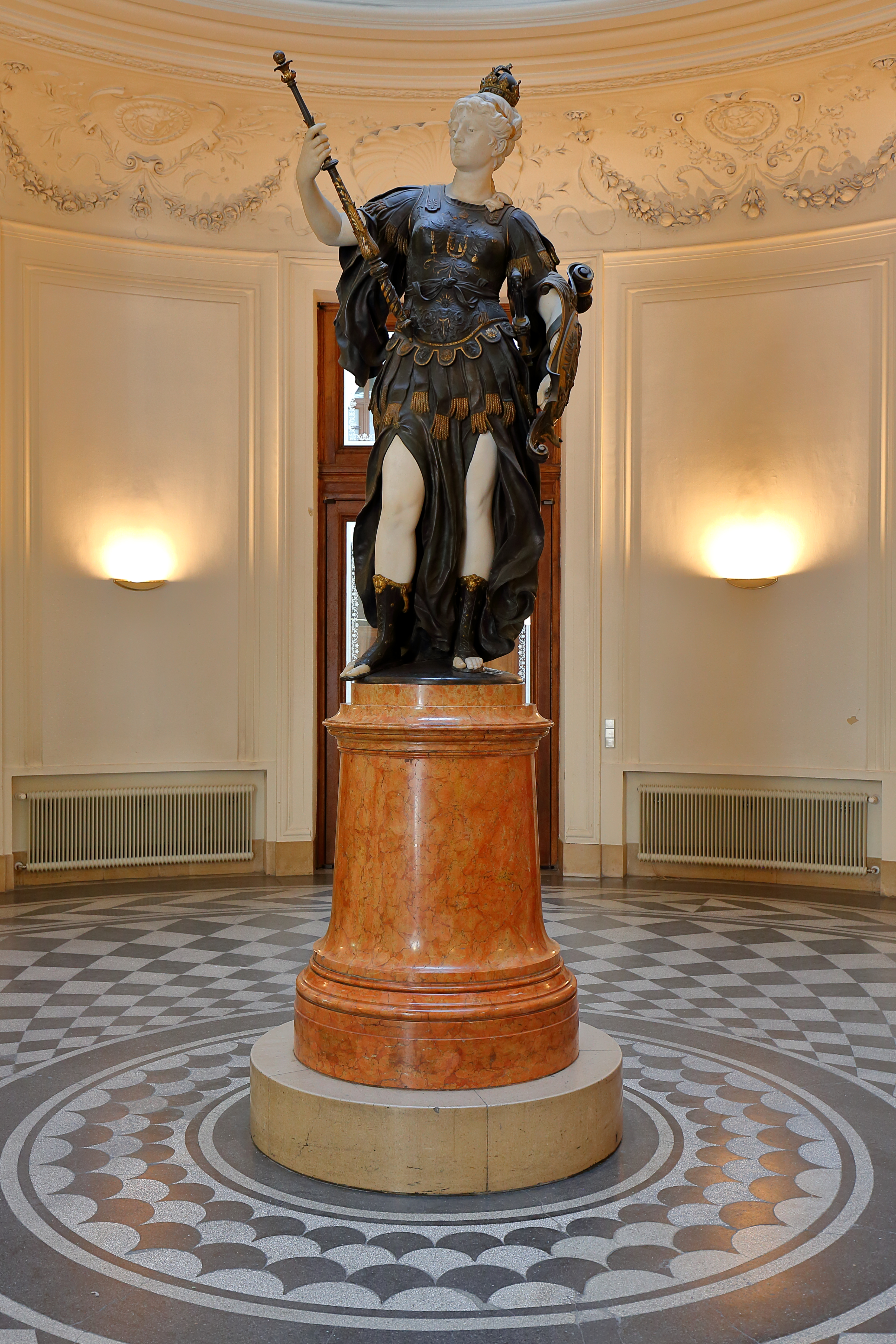
Die Allegorie „Austria“ in der ehemaligen Länderbankzentrale, 1883

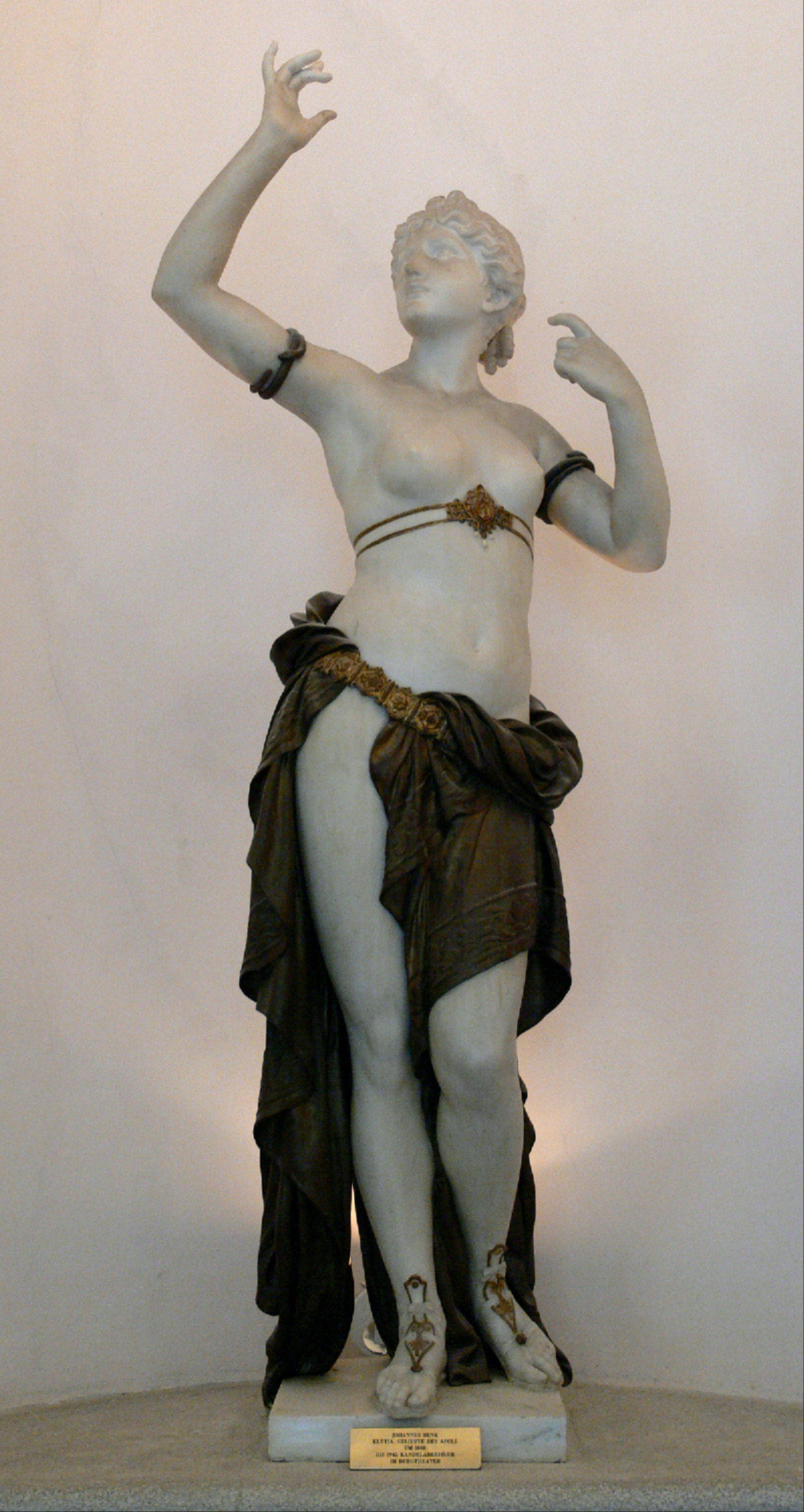
Johannes Benk: Klytia, Geliebte des Apolls, um 1888, bis 1945 Kandelaberfigur im Burgtheater

- Fortuna und weitere Statuen auf der Neuen Burg in Wien
- Bekrönungsfiguren der beiden Hofmuseen „Athene“ und „Helios“
- am Burgtheater die Gegensatzpaare „Liebe und Hass“, „Heroismus und Egoismus“
- am Burgtheater „Demut und Herrschsucht“
- Porträtbüste Kaiser Franz Josephs I. von Österreich, um 1870/80, Stiegenhaus des Heeresgeschichtlichen Museums.[5]
- die Allegorie „Austria“ (1883). Eine Statue aus Bronze und Marmor, die im Zentrum des Vestibüls der von Otto Wagner neu errichteten Länderbankzentrale in der Hohenstaufengasse 3 im 1. Wiener Gemeindebezirk Innere Stadt aufgestellt wurde.
- der figurale Kandelaber „Klytia“ (1887/88), der früher im Stiegenhaus des Burgtheaters stand, jetzt fragmentiert im Österreichischen Theatermuseum
- Kuppelfries des Naturhistorischen Museums (1888)
- Kuppellünetten des Kunsthistorischen Museums (1890)
- Grabmäler von Friedrich von Amerling, Carl von Hasenauer, Johann Strauß Sohn und Joseph von Weilen am Wiener Zentralfriedhof
- Deutschmeister-Denkmal am Deutschmeisterplatz (1903–1906)
- letzte Arbeit: silberne Kaiserstatuette (Höhe: 75 cm) als Geschenk für das preußische Kaiser-Franz-Garde-Grenadierregiment[4]
- Kaiserbüste 1910/1911 für Gablitz[6] , Verschönerungsverein, beauftragt von Heinrich Lefnär jun. – Gipsbüste im Heimatmuseum Gablitz, Bronzebüste am Kaiser Franz Joseph Platzl, Hauptstraße, Gablitz[7]

## Literatur

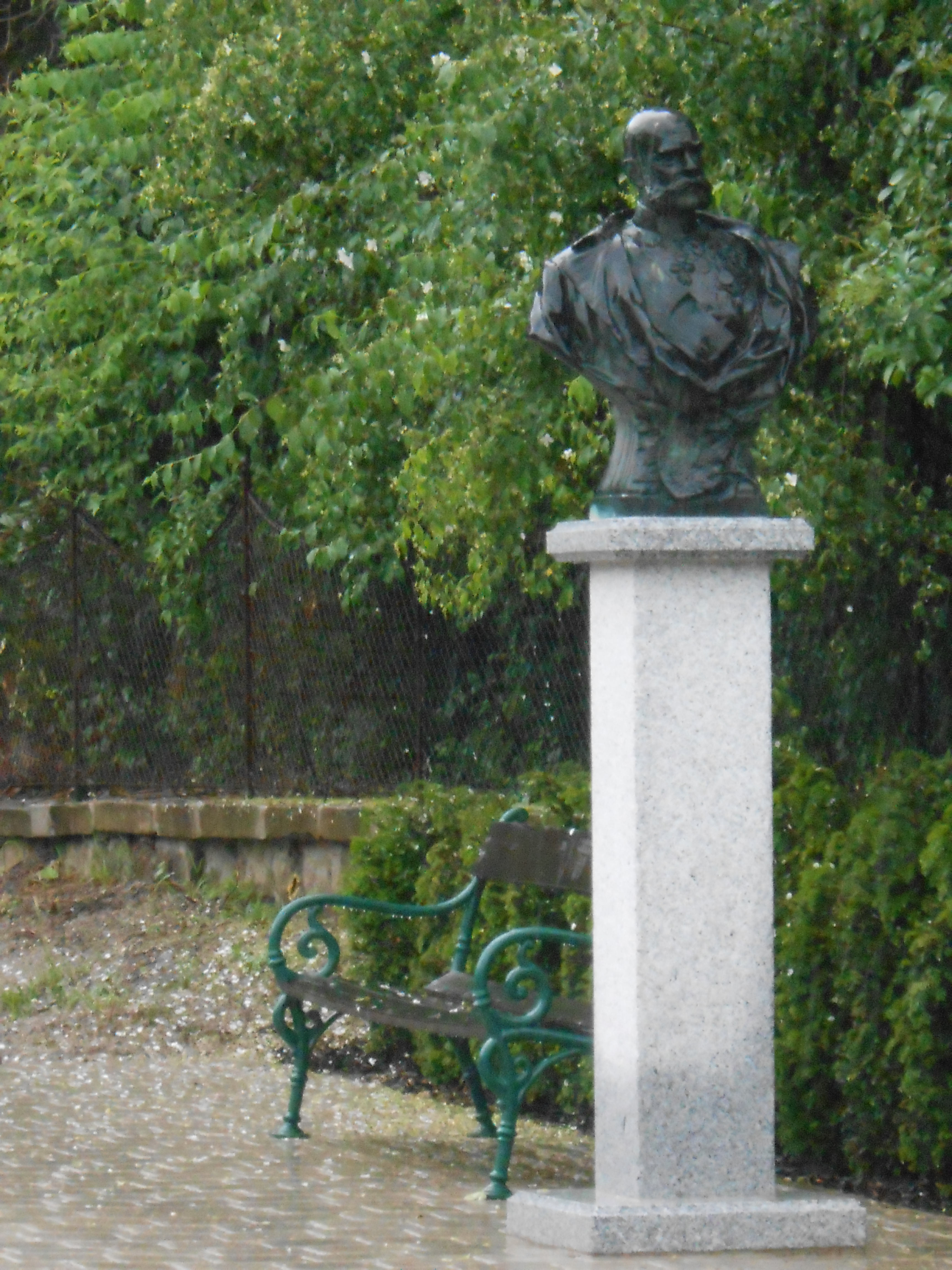
Kaiser Franz Joseph Denkmal in Gablitz